# Florence-Graham
Florence-Graham est une census-designated place de Californie, États-Unis, dans le comté de Los Angeles. Au recensement de 2010, la population était de 63 387 habitants.